# Pomatostomus temporalis
Il garrulo testagrigia (Pomatostomus temporalis (Vigors & Horsfield, 1827)) è un uccello passeriforme della famiglia dei Pomatostomidae.

## Etimologia
Il nome scientifico della specie, temporalis, deriva dal latino e significa "relativo alla tempia", in riferimento alla livrea di questi uccelli.

## Descrizione

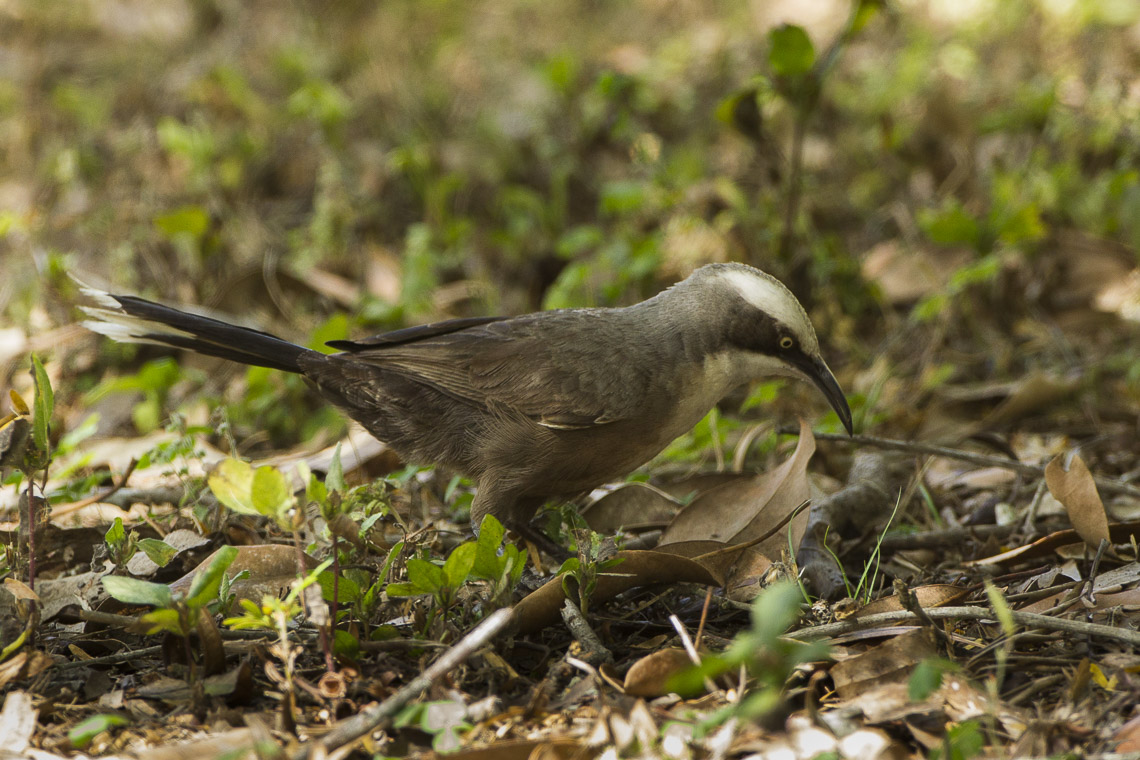
Esemplare cerca il cibo nel Queensland.

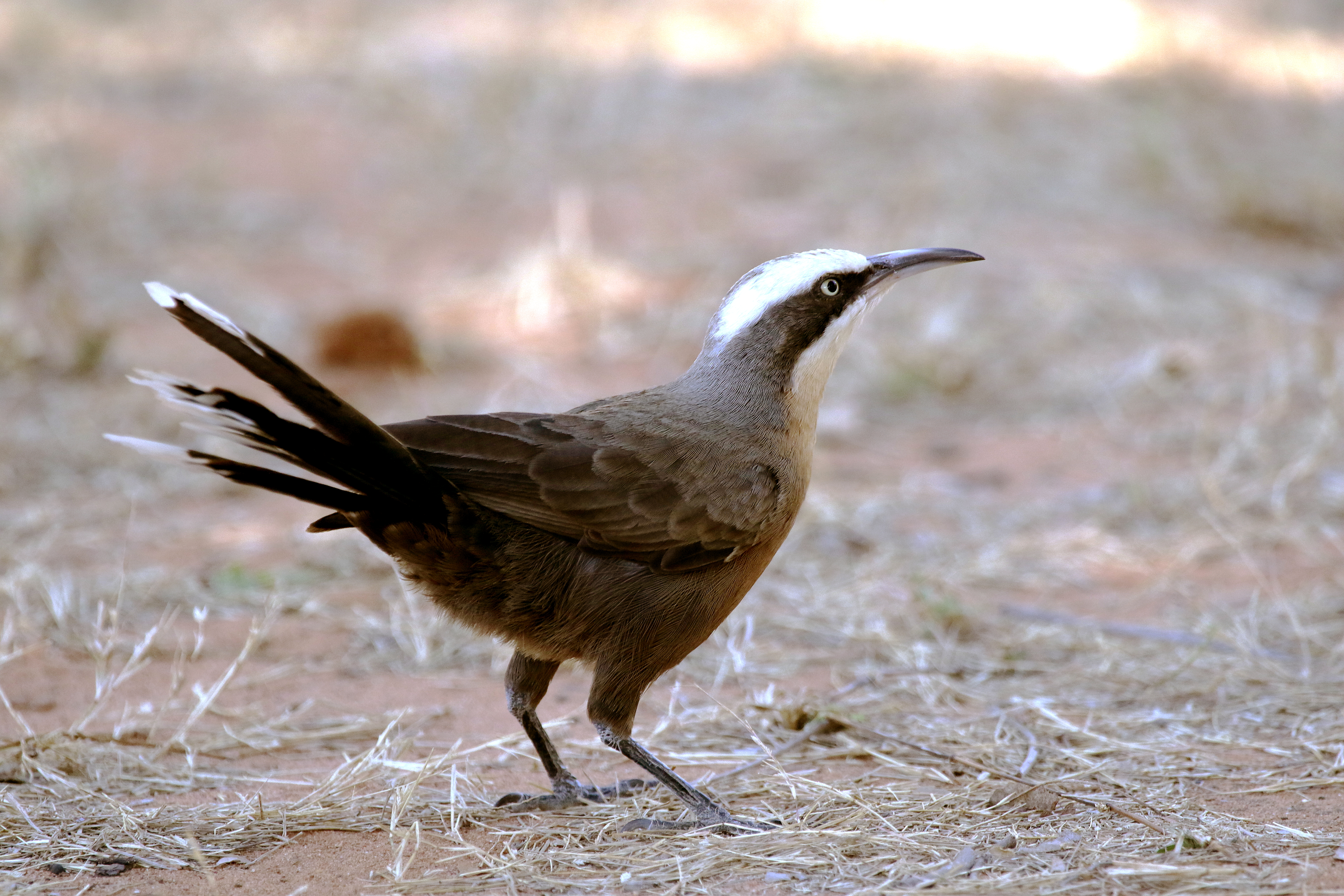
Esemplare al suolo a Katherine.

### Dimensioni
Misura 23–27 cm di lunghezza, per 60-85 g di peso.

### Aspetto
Si tratta di uccelli dall'aspetto paffuto e arrotondato, con grossa testa allungata che sembra incassata direttamente nel torso, becco falciforme lungo e lievemente ricurvo verso il basso, zampe forti e allungate, coda anch'essa piuttosto lunga e a forma di cuneo (che viene in genere portata eretta perpendicolarmente al corpo e lievemente spiegata a bentaglio) ed ali arrotondate.
Il piumaggio (come intuibile dal nome comune) è di color grigio cenere seu fronte, vertice, nuca e parte superiore del dorso, che per il resto (così come le ali) è di colore bruno scuro, il quale tende a scurirsi ancora divenendo caffè-nerastro su remiganti e coda (con quest'ultima che presenta punta delle penne di colore bianco), mentre il ventre ed il sottocoda sono più chiari, ma sempre bruni, con sfumature di color nocciola: le sopracciglia sono spesse e di colore bianco puro, così come dello stesso colore sono la gola ed il petto. Dai lati del becco parte una mbanda bruno-nerastra che raggiunge gli occhi formando una mascherina, li oltrepassa e va a congiungersi col grigio della nuca, separando il bianco del sopracciglio da quello della gola.
Il becco è di colore nero-bluastro superiormente e grigio-avorio inferiormente, mentre le zampe sono nerastre e gli occhi sono di colore bianco-grigiastro.

## Biologia

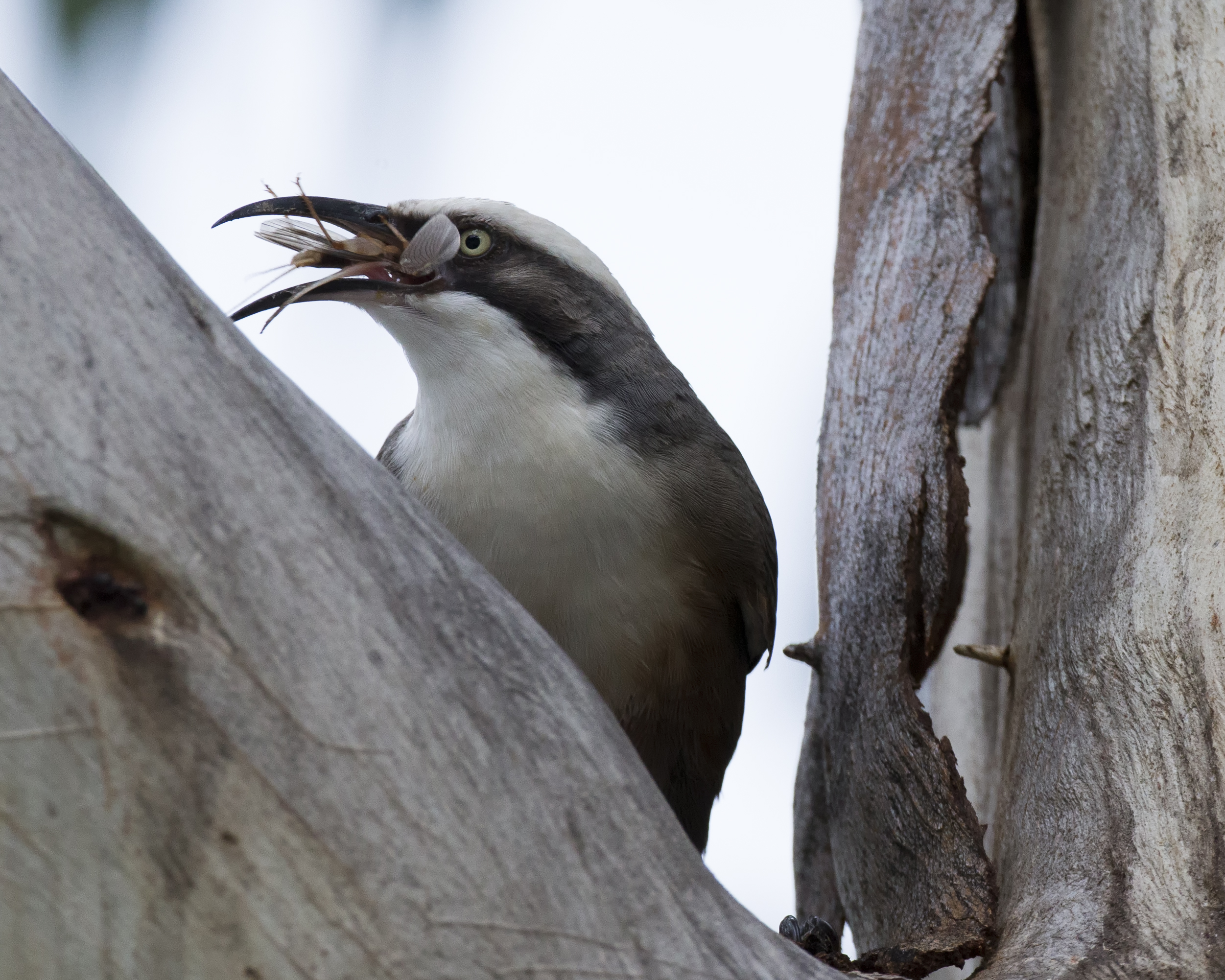
Esemplare si nutre in natura.

Si tratta di uccelli dalle abitudini di vita essenzialmente diurne, che passano la giornata in prevalenza fra i rami di cespugli ed alberi bassi, passando meno tempo al suolo rispetto agli altri garruli: i garruli testagrigia, seppur in grado di volare, tendono a farlo piuttosto raramente, muovendosi perlopiù camminando o saltellando fra i rami ed involandosi solo in caso di estrema necessità (pericolo incombente, preda in fuga). Questi animali sono piuttosto sociali e vengono generalmente osservati in gruppetti familiari, che contano fino a una quindicina di individui: molto chiassosi, i vari membri di un gruppo (generalmente costituito da una coppia riproduttiva con giovani di più covate precedenti) si tengono in costante contatto vocale fra loro, emettendo gracchianti versi bitonali o altri richiami secchi paragonati all'abbaiare o al guaire di un cucciolo di cane (non a caso la specie è nota in inglese australiano coi nomi di dog-bird, "uccello cane" o barking-bird, "uccello che abbaia"), non di rado ingaggiando duetti fra loro, coi maschi che intonano la nota iniziale e le femmine che rispondono con quella seguente. Verso sera, i gruppi si ritirano a riposare assieme su grossi nidi fra gli alberi.

### Alimentazione

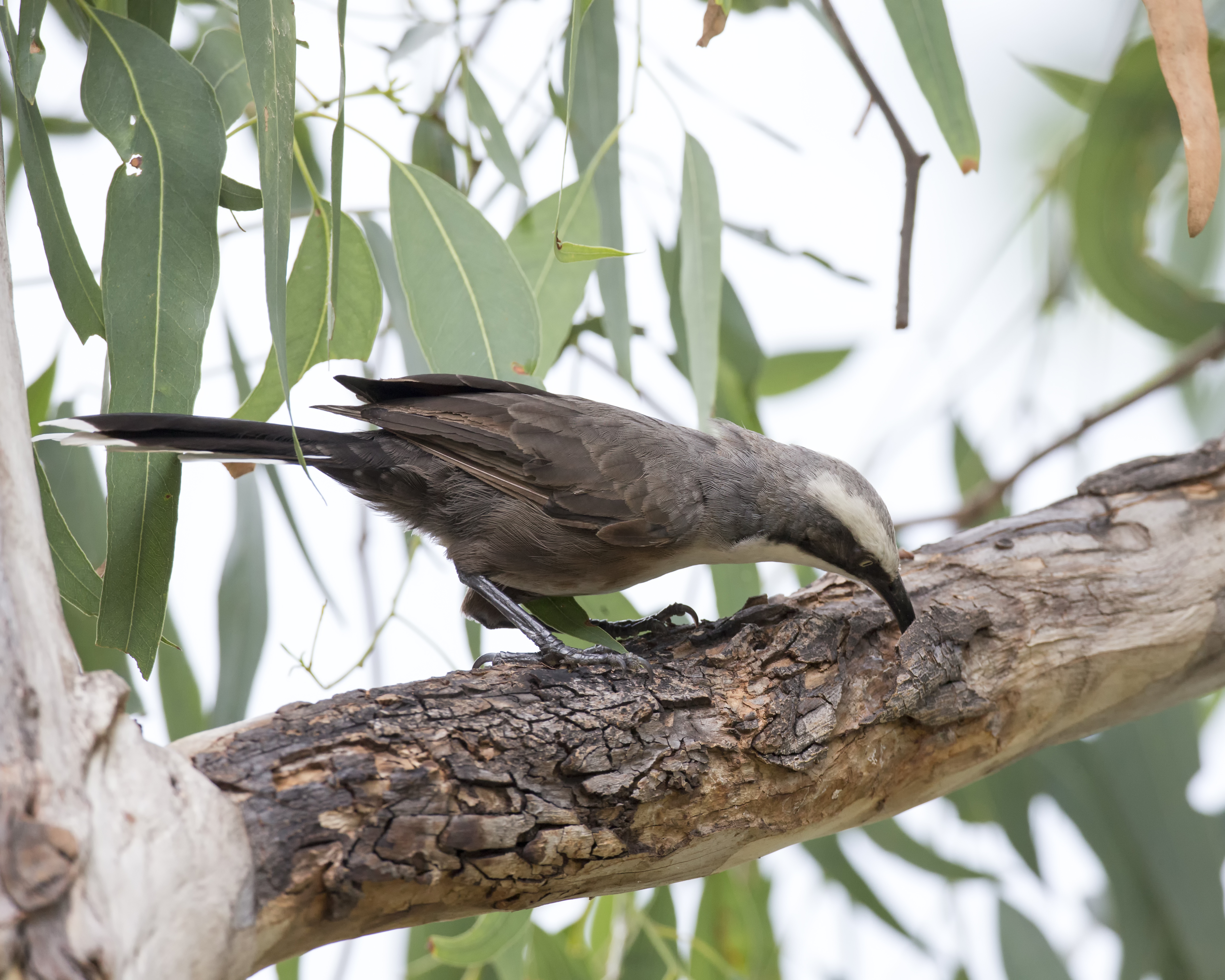
Esemplare cerca il cibo fra i rami.

La dieta del garrulo testagrigia è essenzialmente insettivora. Questi uccelli utilizzano il lungo becco forte e ricurvo per sondare il terreno o per spostare sassoli,i e detriti, al fine di mettere a nudo le proprie prede (in prevalenza cavallette e cimici): il becco può essere utilizzato anche per frugare nei buchi del legno dei tronchi, per estrarre larve e curculionidi. Più sporadicamente, questi uccelli si nutrono anche di frutta, bacche e granaglie.

### Riproduzione
Questi uccelli sembrerebbero in grado di riprodursi durante tutto l'arco dell'anno, con picchi delle deposizioni fra dicembre e febbraio nel nord dell'areale ed in luglio-febbraio nel centro-sud. Si tratta di uccelli monogami, coi vari membri del gruppo che assistono la coppia in amore durante le varie fasi della riproduzione: in caso di gruppi di grandi dimensioni, possono essere portate avanti due covate l'anno, mentre di norma i garruli testagrigia ne portano avanti una sola.

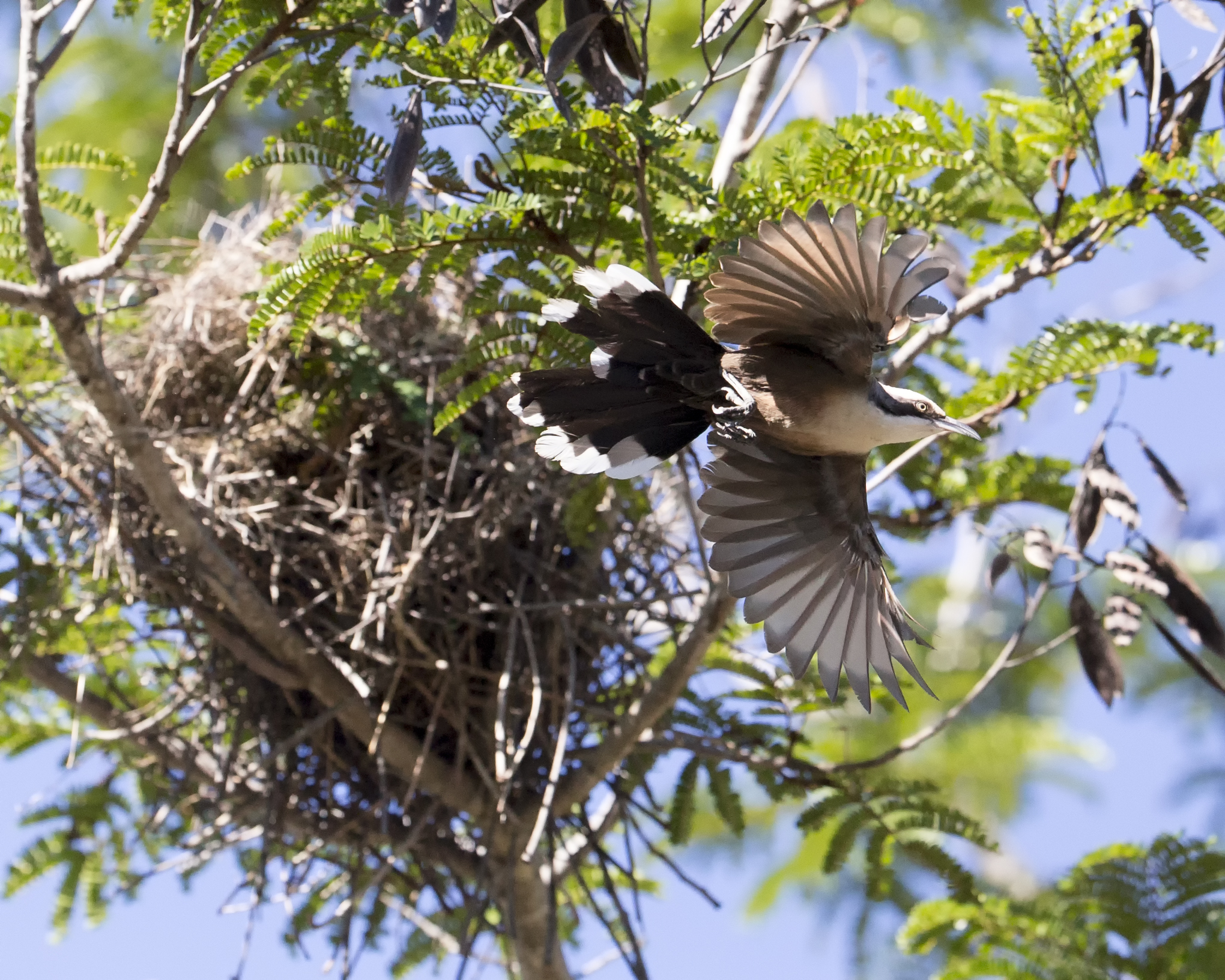
Nido a Karratha.

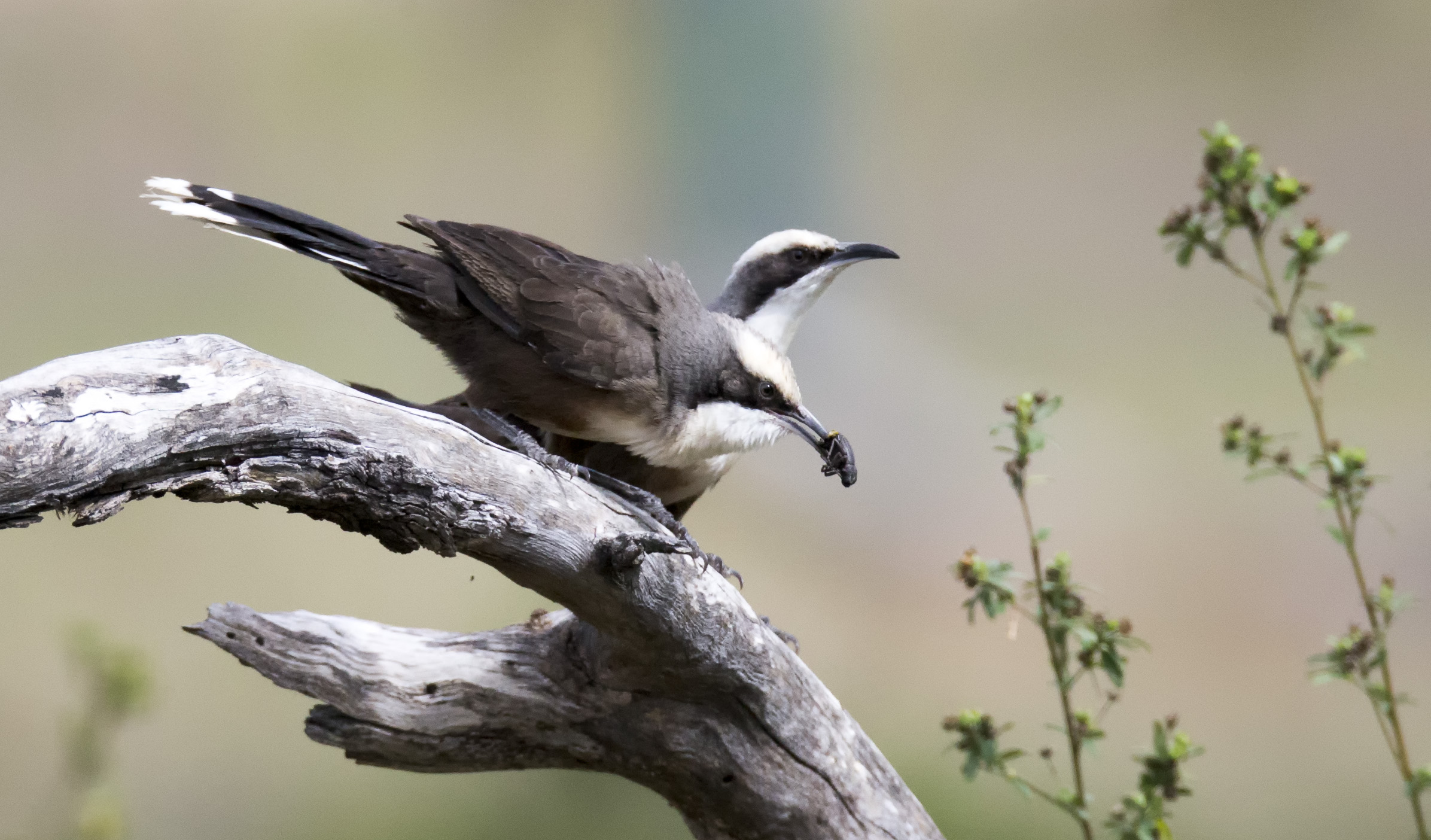
Coppia a Dalby.

Il nido, piuttosto voluminoso e grossolano, ha forma globosa (con la base d'appoggio più robusta rispetto alla parte superiore) e viene costruito da tutti i membri del gruppo alla biforcazione di un ramo o ancor più frequentemente laddove il tronco lascia partire più ramificazioni, a 4–7 m dal suolo: a tal fine vengono intrecciati rametti per realizzare la parte esterna (che conta rami sporgenti utilizzati per l'atterraggio), mentre la camera di cova viene foderata con fibre vegetali, pelo e piumino.

All'interno del nido vengono deposte 1-3 uova, che le femmine provvedono a covare per circa venti giorni (frattanto nutrite dai maschi, che si occupano inoltre di tenere d'occhio i dintorni), al termine dei quali schiudono pulli ciechi ed implumi: essi vengono imbeccati e accuditi da tutti i membri del gruppo ed in tal modo sono in grado d'involarsi a circa tre settimane dalla schiusa, sebbene rimangano presso il nido ancora per mesi prima di allontanarsene in maniera definitiva e disperdersi.

## Distribuzione e habitat

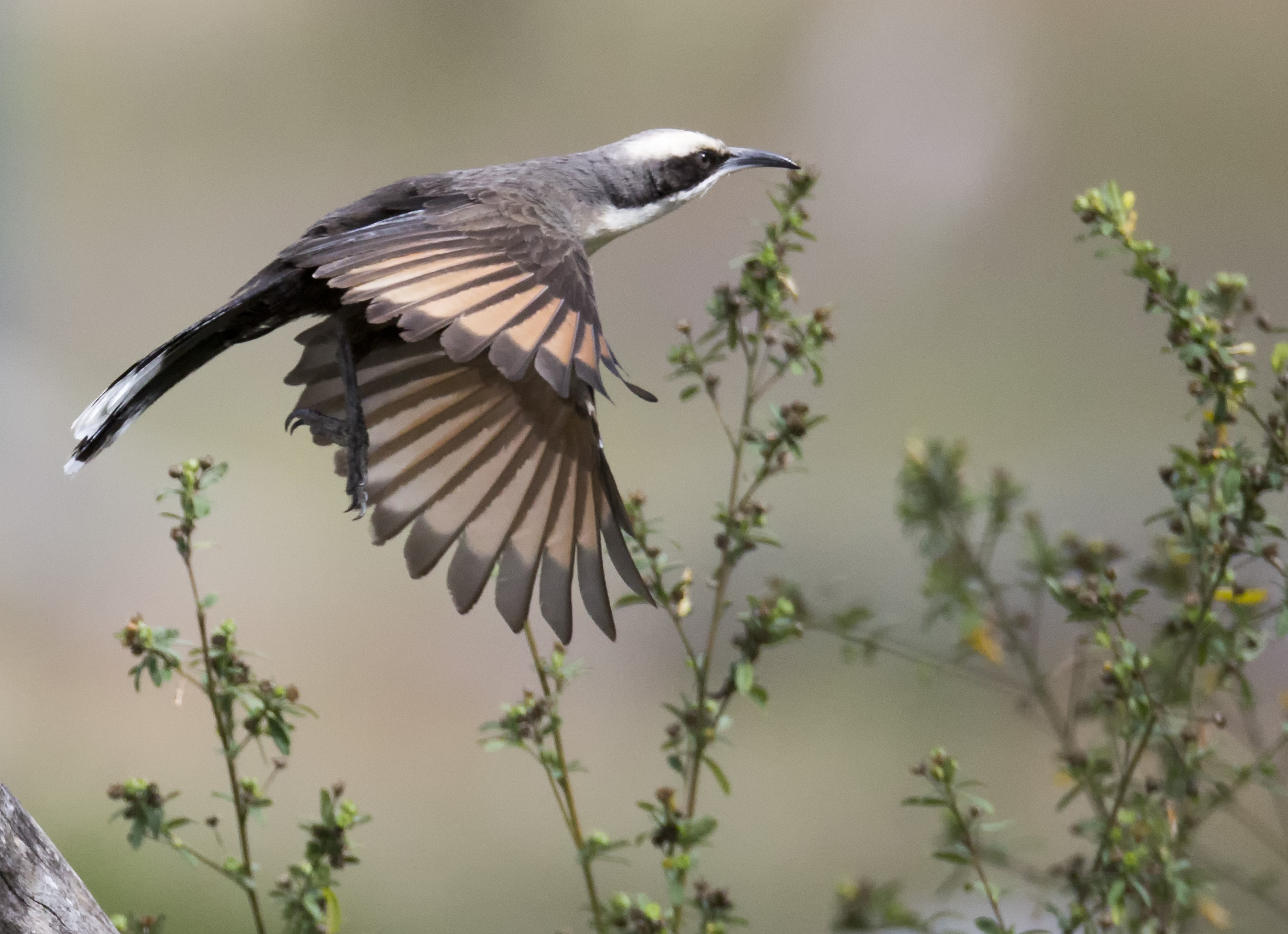
Esemplare in volo a Karratha.

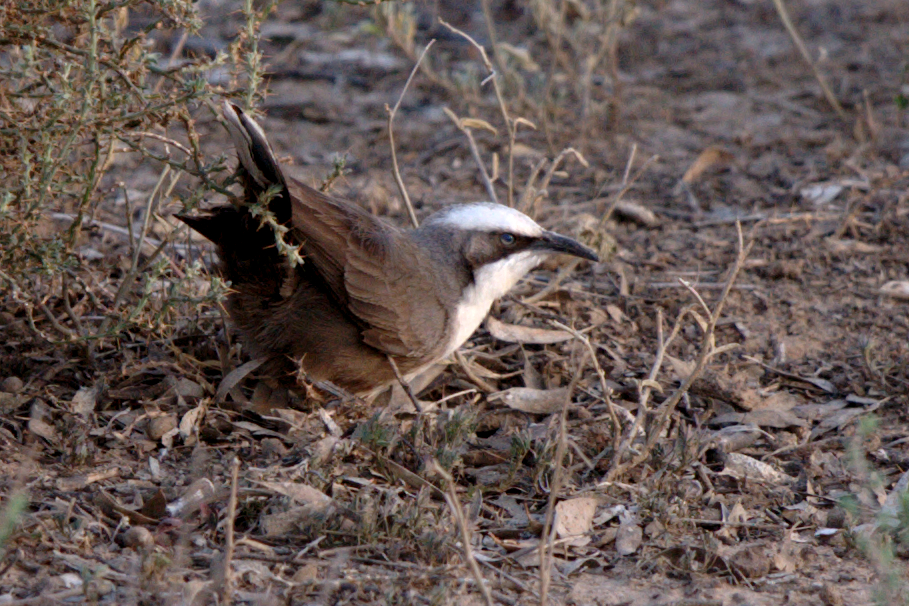
Esemplare al suolo in natura.

Il garrulo testagrigia è diffuso in un'ampia porzione dell'Australia settentrionale e centrale (dal nord del Gascoyne attraverso un'ampia fascia costiera fino a Sydney, spingendosi nell'interno fino ad Alice Springs: esemplari isolatii in dispersione giungono fino a Canberra e al nord del Victoria. Questa specie è inoltre presente nella zona costiera meridionale della Nuova Guinea, a sud del Fly River.
L'habitat di questi uccelli è rappresentato dalla boscaglia aperta a predominanza di eucalipto, con presenza di una buona copertura di sottobosco e di aree erbose e cespugliose.

## Tassonomia
Se ne riconoscono due sottospecie:

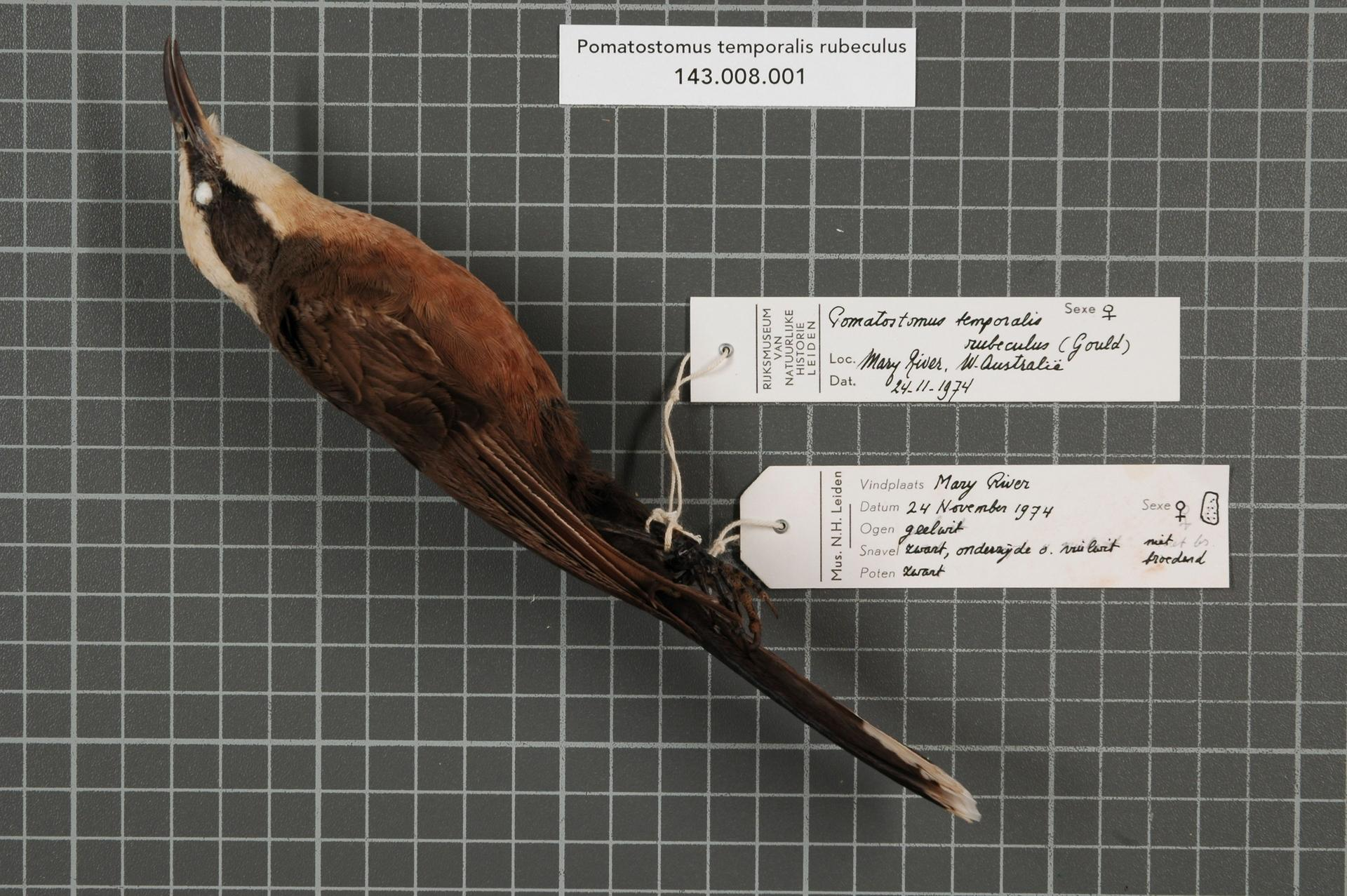
Esemplare impagliato della sottospecie rubeculus.

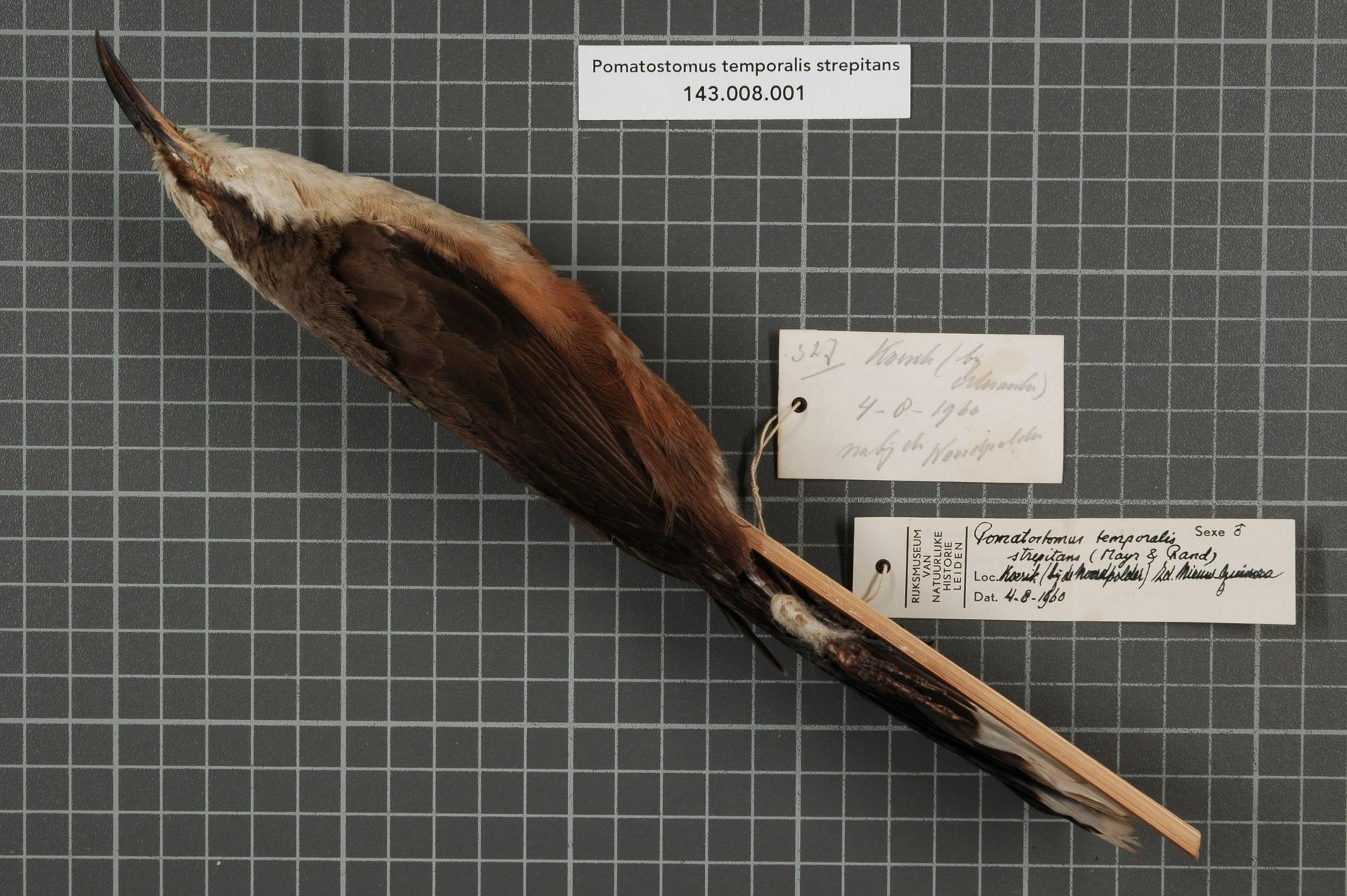
Esemplare impagliato della presunta sottospecie strepitans.

- Pomatostomus temporalis temporalis (Vigors & Horsfield, 1827) - la sottospecie nominale, diffusa in Nuova Guinea e lungo la costa orientale australiana;
- Pomatostomus temporalis rubeculus (Gould, 1840) - più piccola e con bruno-rossiccio ventrale più esteso anche sul petto, diffusa in Australia centro-settentrionale ed occidentale;

Alcuni autori riconoscerebbero inoltre le sottospecie strepitans della Nuova Guinea, cornwalli della penisola di Capo York, trivirgatus delle coste sud-orientali e tregellasi della parte centro-orientale dell'areale (sinonimizzate con la nominale), nigrescens dell'estremità occidentale dell'areale, intermedius della parte centrale interna dell'areale, bamba di Melville Island, brownei della terra di Arnhem e mountfordae di Groote Eylandt (sinonimizzate con rubeculus).
Le due sottospecie rappresentano secondo alcuni due specie a sé stanti, in quanto tendono a non ibridarsi e possiedono una certa divergenza a livello genetico: tuttavia, il fatto che la popolazione globale presenti un gradiente di diminuzione della taglia e di aumento di tonalità bruno-rossiccia del piumaggio in direttrice SE-NWe la scarsa differenza nei richiami delle due sottospecie farebbe propendere gli studiosi a mantenere lo status quo.